# هربرت ویتفلد
هربرت ویتفلد (به انگلیسی: Herbert Whitfeld) بازیکن فوتبال زادهٔ ۱۵ نوامبر ۱۸۵۸ اهل کشور انگلستان بود که سابقهٔ بازی در تیم ملی فوتبال انگلستان را در کارنامهٔ خود دارد. وی در تاریخ ۱۸ ژانویه ۱۸۷۹ تنها بازی ملی خود را در مقابل تیم ملی فوتبال ولز انجام داد.
این بازیکن توانسته در این بازی ملی، ۱ گل به ثمر برساند.